# William Sharp Macleay
William Sharp Macleay ou McLeay (21 de julho de 1792 - 26 de janeiro de 1865) foi um funcionário público e entomologista britânico. Ele foi um proeminente promotor do sistema Quinariano de classificação.
Depois de se formar, trabalhou para a embaixada britânica em Paris, seguindo seu interesse pela história natural ao mesmo tempo, publicando ensaios sobre insetos e correspondendo-se com Charles Darwin.
Macleay mudou-se para Havana, Cuba, onde foi, por sua vez, comissário de arbitragem, juiz comissário e depois juiz. Aposentado deste trabalho, emigrou para a Austrália, onde continuou a coletar insetos e estudou história natural marinha.

## Biografia
Macleay nasceu em Londres, filho mais velho de Alexander Macleay, que o nomeou em homenagem ao seu então sócio, o comerciante de vinhos William Sharp. Ele freqüentou a Westminster School e Trinity College, Cambridge, graduando-se com honras em 1814. Ele foi então nomeado adido da embaixada britânica em Paris e secretário do conselho para liquidar as reivindicações britânicas sobre o governo francês e, seguindo seu pai em se interessar pela história natural, tornou-se amigo de Georges Cuvier e outros homens célebres da ciência.

## Carreira científica inicial
A principal obra de Macleay foi Horae Entomologicae; ou, Essays on the Annulose Animals, partes 1-2 (1819-1821). A primeira parte de Horae Entomologicae incluiu um reexame do gênero Scarabaeus de Linnaeus (12ª edição do Systema Naturae, 1767) dentro do contexto taxonômico de " Lamellicornes " de Pierre Andre Latreille tornando-se o primeiro monógrafo do que hoje é a família Scarabaeidae. Ele também publicou Annulosa Javanica ou uma tentativa de ilustrar as afinidades naturais e analogias dos insetos coletados em Java por T. Horsfield, no. 1 (Londres, 1825).

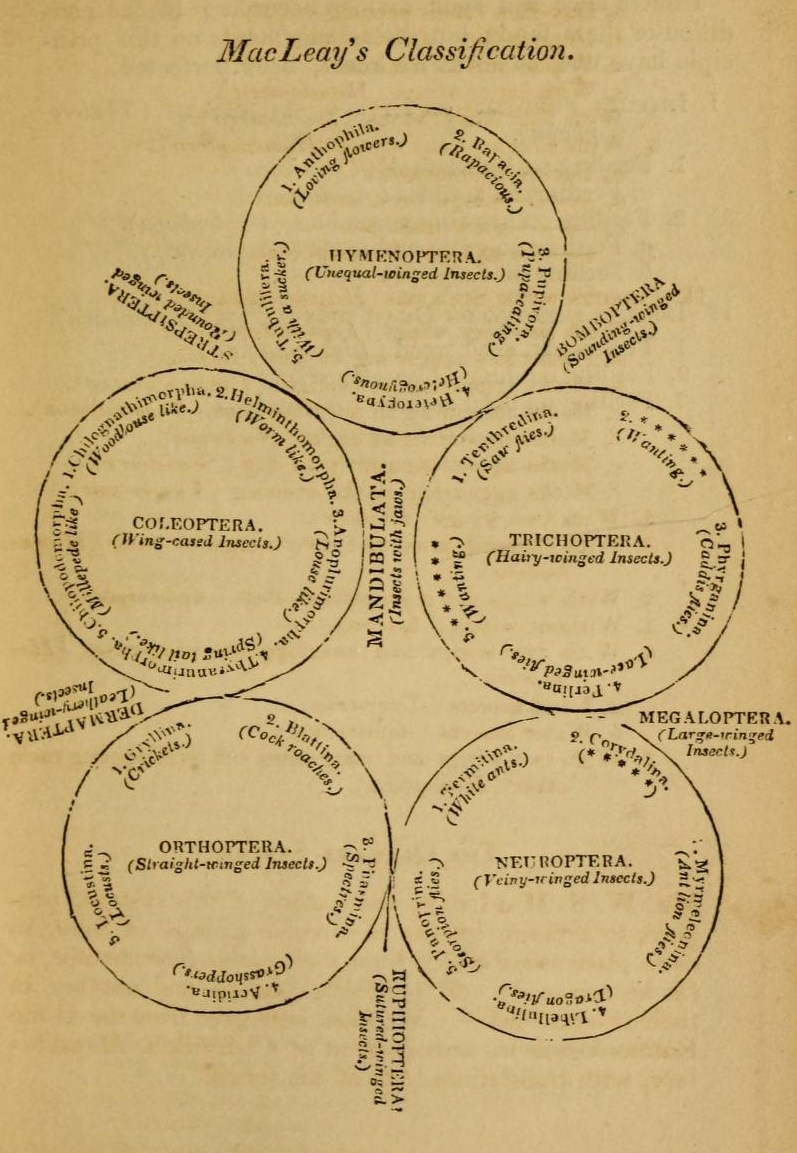
Classificação de insetos sob o sistema Quinariano por Macleay, diagrama esquemático de um livro de 1845 de James Rennie.

Outras publicações menores sobre insetos incluem Observações sobre a devastação ocasionada por Hylobius abietis em plantações de abetos no Zoological Journal e várias notas nas Transactions of the Entomological Society of London. Macleay enviou muitos insetos para Frederick William Hope, que agora estão preservados no Hope Department of Entomology da Universidade de Oxford. Ele também foi um correspondente de Charles Darwin, embora discordasse fervorosamente das teorias da evolução deste último.
Macleay foi o criador do sistema de classificação Quinariano de curta duração, que é usado extensivamente em seu Horae Entomologicae. Esta foi uma tentativa de classificar os animais em grupos relacionados e foi apresentada na Parte 2 de seu livro Horae Entomologicae (1821). De acordo com seu raciocínio, cada grupo principal de animais poderia ser subdividido em 5 subgrupos, e cada subgrupo poderia ser dividido em 5. MacLeay foi um dos primeiros sistematas a notar a diferença entre similaridade devido à relação verdadeira, chamada afinidade, e similaridade devido à função, chamada analogia. Grupos maiores unidos por afinidades também podem estar relacionados a outros grupos ou subgrupos por sobreposições conhecidas como osculações, por analogia. Como precursores dos conceitos de homologia e homoplasia, essas propostas foram levadas muito a sério na época, e Charles Darwin, que conheceu Macleay depois que ele voltou da viagem do Beagle, tentou encaixar as idéias quinarianas em seus esquemas evolutivos até cerca de 1845 (veja "O Desenvolvimento da Teoria de Darwin" por Dov Ospovat, 1981). As ideias também foram adotadas por William Swainson, Nicholas Aylward Vigors e outros.

## Havana
Em 1825, Macleay foi nomeado comissário britânico de arbitragem para o Tribunal conjunto britânico e espanhol da Comissão em Havana, Cuba, para a abolição do tráfico de escravos ; tornou-se juiz comissário em 1830 e, em seguida, foi nomeado juiz do Tribunal Misto de Justiça em 1833. Aposentou-se em 1836 (aos 44 anos) com uma pensão de £ 900. Ao longo desses anos, ele também manteve uma correspondência com sua irmã Frances (Fanny) Leonora Macleay (1793-1836).  Essas cartas normalmente transmitem uma impressão dura e até severa de seu caráter.
Macleay manteve seu trabalho científico em Havana e foi eleito para a Sociedade Linneana, da qual seu pai havia sido secretário (1798-1825), e a Sociedade Zoológica. Ele foi eleito presidente da seção de história natural da Associação Britânica para o Avanço da Ciência.

## Austrália
Macleay emigrou para a Austrália em 1839, vivendo brevemente na Casa do Secretário Colonial em Macquarie Place com seus pais antes de se mudar em setembro daquele ano para a ainda inacabada Elizabeth Bay House da família. Ele tomou posse da propriedade em 1845, tendo assumido as dívidas consideráveis de seu pai Alexandre e as hipotecas da propriedade (ele a herdou formalmente em 1848). Na tentativa de arrecadar fundos, também vendeu móveis que havia adquirido em Londres em nome de seu pai, mas pelos quais nunca foi reembolsado. Ele, no entanto, não completou a casa, e ela ficou sem a colunata planejada. A casa tornou-se um ponto de encontro para um pequeno círculo de intelectuais e naturalistas, embora Macleay não fosse conhecido por ser ativamente sociável. Thomas Mitchell Jr. satirizou a casa e o proprietário: 'Bleak House blears cegamente sobre Eliza's Bay, frio como a hospitalidade de seu proprietário' (Carlin, p. 45). Macleay estava interessado na história natural da Austrália, a fauna marinha ao redor de Port Jackson em particular. Mais tarde, ele coletou um grande número de insetos australianos; em sua morte, estes foram legados a seu primo William John Macleay, cujo interesse pela história natural ele encorajou e que em 1888 os transferiu para o Museu Macleay, Universidade de Sydney, pelo qual foi nomeado cavaleiro. Ele também encorajou os interesses científicos de seu irmão George Macleay.
Macleay viveu sozinho em Elizabeth Bay House até sua morte em 26 de janeiro de 1865.